# Pisauridae

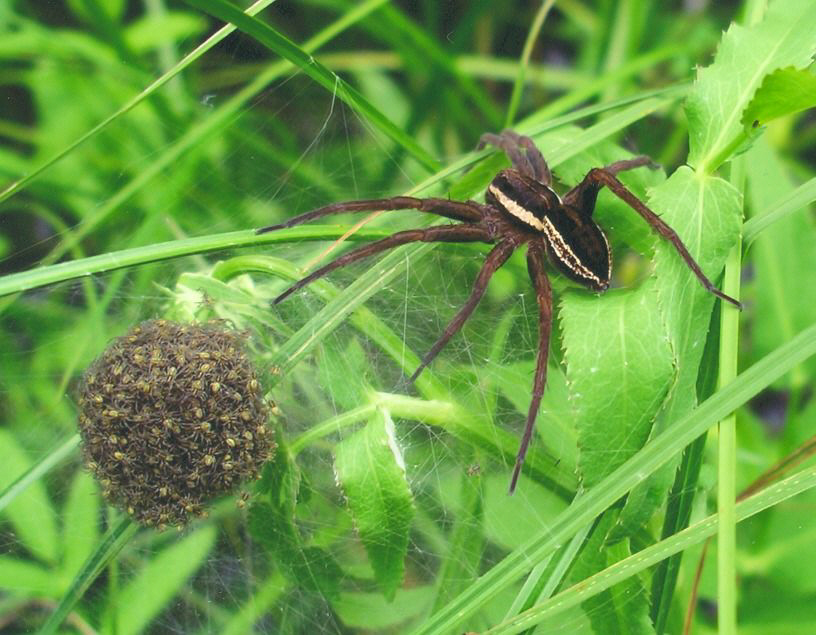
Dolomedes fimbriatus

Pisauridae là một họ nhện bao gồm 339 loài được xếp vào 53 chi.

## Phân loại
- Xem thêm danh sách các loài trong họ Pisauridae.

## Các loài ở Bỉ
Các loài ở Bỉ gồm:
- Dolomedes fimbriatus (Clerck, 1757)))
- Dolomedes plantarius (Clerck, 1757))
- Pisaura mirabilis (Clerck, 1757))

## Các loài ở Hà Lan
Các loài ở Hà Lan gồm:
- Dolomedes fimbriatus (Clerck, 1757))
- Dolomedes plantarius (Clerck, 1757)
- Pisaura mirabilis (Clerck, 1757)